# (6494) 1992 NM
1992 أن أم (ويعرف أيضًا باسم (6494) 1992 أن أم وفق تسمية الكوكب الصغير) (بالإنجليزية: 1992 NM)‏ هو كويكب ضمن حزام الكويكبات؛ وترتيبه 6494 من حيث الاكتشاف.
اكتُشف هذا الجُرم الفلكي بواسطة Satoru Otomo ‏ في 8 يوليو 1992.

## وصلات خارجية
- (6494) 1992 NM في قاعدة بيانات مختبر الدفع النفاث لأجرام النظام الشمسي الصغيرة

- الاكتشاف · مخطط المدار ·  العناصر المدارية · المعلمات المادية

- (6494) 1992 NM على موقع ويكي سكاي: DSS2, SDSS, GALEX, IRAS, Hydrogen α, X-Ray, Astrophoto, Sky Map, Articles and images